# Earle S. MacPherson
Earle Steele MacPherson (ur. 6 lipca 1891, zm. 26 stycznia 1960) – amerykański inżynier motoryzacyjny, twórca zawieszenia opartego na kolumnie, nazwanej jego nazwiskiem.

## Życiorys
Earle MacPherson urodził się w Highland Park w Illinois 6 lipca 1891. Studiował na University of Illinois, następnie we wczesnych latach 20. pracował w Chalmers Motor Car Company i Liberty Motor Car Company, po czym zatrudnił się w Hupmobile w roku 1923. W 1934 roku przeniósł się do General Motors, gdzie został szefem zespołu inżynierów w Chevrolecie w roku 1935.
MacPherson był głównym inżynierem projektu Chevroleta Cadeta, auta kompaktowego za mniej niż 1 000 dolarów. W tym samochodzie zastosował model zawieszenia, które stało się podstawą do stworzenia późniejszej kolumny MacPhersona. W swojej pracy częściowo wzorował się na pracach inżyniera FIAT-a, Guido Fornaca, z lat 20.
Po zakończeniu projektu kadeta w maju 1947 roku, MacPherson przeniósł się z GM do Ford Motor Company, zajmując się projektem zawieszenia do Forda Vedette, gdzie po raz pierwszy zastosowano w pełni kolumnę jego konstrukcji.
MacPherson został w 1952 roku głównym inżynierem Ford Motor Company i był nim do odejścia na emeryturę w maju roku 1958.
Zmarł 26 stycznia 1960 roku.